# Roberto Rinaldi
Roberto Rinaldi (Milano, 9 dicembre 1964) è un fumettista italiano.

## Biografia
Dopo gli studi da grafico pubblicitario, Rinaldi ha debuttato a 18 anni disegnando delle strip per Famiglia TV (allegato di Famiglia Cristiana edito da San Paolo), quindi ha iniziato una collaborazione con il settimanale Il Giornalino, per cui tra le altre cose ha creato le serie Pallino (pubblicato ininterrottamente dal 1988) e I ragazzi del Don. Nel 1994 è stato nominato responsabile del settore fumetti della rivista.
Rinaldi collabora inoltre con la casa editrice Bonelli per la quale ha disegnato svariati albi di Dylan Dog e Martin Mystère, e con la Gazzetta dello Sport.